# Sistema d'estrelles
Un sistema d'estrelles o sistema estel·lar és un petit nombre d'estrelles que orbiten entre si, lligades per atracció gravitatòria. Un gran grup d'estrelles lligades per la gravitació s'anomena generalment cúmul estel·lar o galàxia, encara que, a grans trets, també són sistemes d'estrelles. Els sistemes estel·lars no s'han de confondre amb els sistemes planetaris, que inclouen planetes i cossos similars (com els cometes).
Un sistema estel·lar de dues estrelles es coneix com a estrella binària, sistema estel·lar binari o estrella doble física. Si no hi ha efectes de marea, no hi ha pertorbacions d'altres forces i no hi ha transferència de massa d'una estrella a l'altra, aquest sistema és estable i ambdues estrelles traçaran una òrbita el·líptica al voltant del baricentre del sistema indefinidament (vegeu problema dels dos cossos). Exemples de sistemes binaris són Sirius, Procyon i Cygnus X-1, l'últim dels quals probablement consta d'una estrella i un forat negre.

## Sistemes d'estrelles múltiples
Un sistema estel·lar múltiple està format per dues o més estrelles que semblen des de la Terra que estiguin a prop l'una de l'altra al cel. Això pot ser que les estrelles estiguin físicament properes i gravitacionalment lligades entre si, en aquest cas es tracta d'una estrella múltiple física, o aquesta proximitat pot ser només aparent, en aquest cas és una estrella múltiple òptica. Les estrelles múltiples físiques també són habitualment anomenades estrelles múltiples o sistemes estel·lars múltiples.
La majoria dels sistemes d'estrelles múltiples són estrelles triples. És menys probable que es produeixin sistemes amb quatre o més components. Els sistemes de múltiples estrelles s'anomenen triple, ternari o trinari si contenen 3 estrelles; quàdruple o quaternari si contenen 4 estrelles; quíntuple o quintenari amb 5 estrelles; sèxtuple o sextenari amb 6 estrelles; sèptuple o septenari amb 7 estrelles; òctuple o octenari amb 8 estrelles. Aquests sistemes són més petits que els cúmuls estel·lars oberts, que tenen una dinàmica més complexa i normalment tenen entre 100 i 1.000 estrelles. La majoria de sistemes estel·lars múltiples coneguts són triples; per a multiplicitats més altes, el nombre de sistemes coneguts amb una multiplicitat donada disminueix exponencialment amb la multiplicitat. Per exemple, a la revisió del 1999 del catàleg d'estrelles múltiples físiques de Tokovinin, 551 dels 728 sistemes descrits són triples. Tanmateix, a causa de la selecció esbiaixada, la capacitat d'interpretar aquestes estadístiques és molt limitada.
Els sistemes d'estrelles múltiples es poden dividir en dues classes de dinàmiques principals:
(1) sistemes jeràrquics, que són estables i consisteixen en òrbites imbricades que no interactuen gaire, de manera que cada nivell de la jerarquia es pot tractar com un problema dels dos cossos.
o
(2) els trapezis, que tenen òrbites d'interacció forta inestables i es modelen com un problema dels n cossos, mostrant un comportament caòtic. Poden tenir 2, 3 o 4 estrelles.

## Sistemes jeràrquics

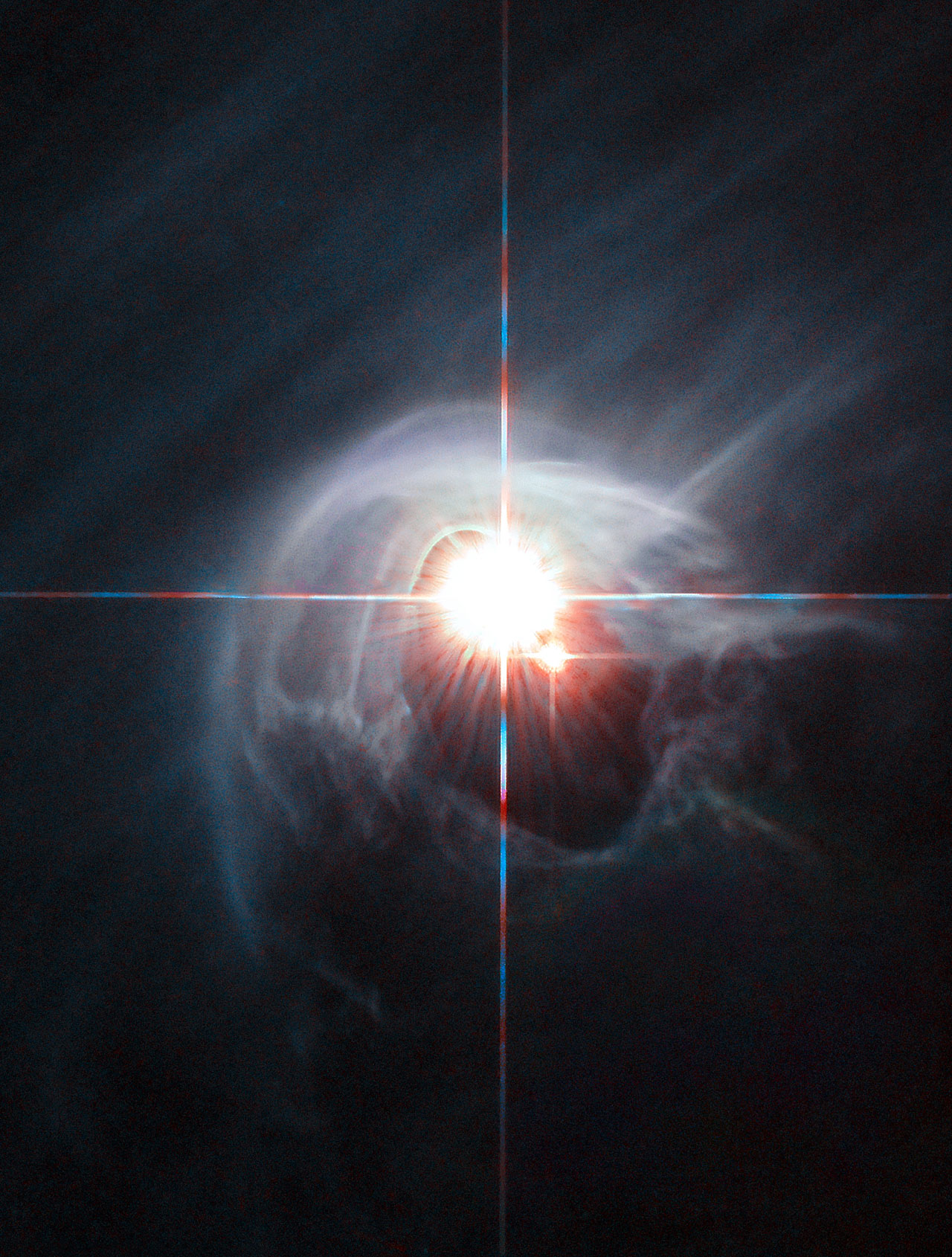
Sistema estel·lar anomenat DI Cha. Tot i que només són evidents dues estrelles, en realitat es tracta d'un sistema quàdruple que conté dos conjunts d'estrelles binàries

La majoria dels sistemes d'estrelles múltiples s'organitzen en el que s'anomena sistema jeràrquic: les estrelles del sistema es poden dividir en dos grups més petits, cadascun dels quals travessa una òrbita més gran al voltant del centre de masses del sistema. Cadascun d'aquests grups més petits també ha de ser jeràrquic, el que significa que s'han de dividir en subgrups més petits que ells mateixos són jeràrquics, i així successivament.
Cada nivell de la jerarquia es pot tractar com un problema dels dos cossos considerant les parelles properes com si fossin una sola estrella. En aquests sistemes hi ha poca interacció entre les òrbites i el moviment de les estrelles continuarà aproximant-se en òrbites keplerianes estables al voltant del centre de massa del sistema, a diferència dels sistemes de trapezis inestables o la dinàmica encara més complexa de el gran nombre d'estrelles en cúmuls estel·lars i galàxies.

### Sistemes d'estrelles triples
En un sistema físic d'estrelles triples, cada estrella orbita al voltant del centre de massa del sistema. Normalment, dues de les estrelles formen un sistema binari proper, i la tercera orbita aquesta parella a una distància molt més gran que la de l'òrbita binària. Aquesta disposició s'anomena jeràrquica. La raó d'aquesta disposició és que si les òrbites interiors i exteriors són de mida comparable, el sistema pot tornar-se dinàmicament inestable, provocant que una estrella sigui expulsada del sistema.
EZ Aquarii és un exemple de sistema triple jeràrquic físic, que té una estrella exterior que orbita un binari físic interior compost per dues estrelles nanes vermelles més. Les estrelles triples que no estan totes lligades gravitacionalment poden incloure un binari físic i un company òptic (com Beta Cephei) o, en casos rars, una estrella triple purament òptica (com Gamma Serpentis).

### Multiplicitats més grans
1. múltiplex
2. símplex, sistema binari
3. símplex, sistema triple, jerarquia 2
4. símplex, sistema quàdruple, jerarquia 2
5. símplex, sistema quàdruple, jerarquia 3
6. símplex, sistema quíntuple, jerarquia 4

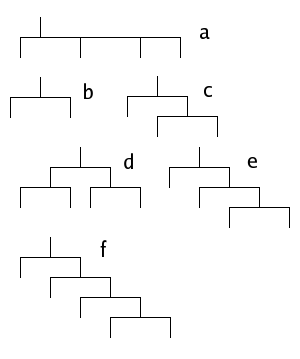
Esquemes mòbils:

Els sistemes estel·lars múltiples jeràrquics amb més de tres estrelles poden produir diversos arranjaments més complicats. Aquests arranjaments es poden organitzar mitjançant el que Evans (1968) va anomenar diagrames mòbils, que semblen semblants als mòbils ornamentals penjats del sostre. A la figura de la dreta es donen exemples de sistemes jeràrquics (Diagrames mòbils). Cada nivell del diagrama il·lustra la descomposició del sistema en dos o més sistemes amb una mida més petita. Evans anomena un diagrama múltiplex si hi ha un node amb més de dos fills, és a dir, si la descomposició d'algun subsistema implica dues o més òrbites de mida comparable. Com que, com ja hem vist per a les estrelles triples, aquesta pot ser inestable, s'espera que múltiples estrelles siguin símplex, és a dir, que a cada nivell hi ha exactament dos fills. Evans anomena jerarquia al nombre de nivells del diagrama.
- Un diagrama símplex de la jerarquia 1, com a (b), descriu un sistema binari.[c]
- Un diagrama símplex de la jerarquia 2 pot descriure un sistema triple, com a (c), o un sistema quàdruple, com a (d).
- Un diagrama símplex de la jerarquia 3 pot descriure un sistema amb entre quatre i vuit components. El diagrama mòbil de (e) mostra un exemple d'un sistema quàdruple amb jerarquia 3, que consisteix en un únic component llunyà que orbita un sistema binari proper, amb un dels components del binari proper  que és un binari encara més prop
- Un exemple real d'un sistema amb jerarquia 3 és Càstor, també conegut com Alpha Geminorum o α Gem. Consisteix en el que sembla ser una estrella binària visual que, en una inspecció més propera, es pot veure que consta de dues estrelles binàries espectroscòpiques. Per si mateix, aquest seria un sistema de jerarquia quàdruple 2 com a (d), però està orbitat per un component més llunyà més tènue, que també és un binari de nana vermella propera. Això forma un sistema sextuple de jerarquia 3.[17]
- La jerarquia màxima que es produeix al catàleg d'estrelles múltiples d'A. A. Tokovinin, a partir de 1999, és 4.[3] Per exemple, les estrelles Gliese 644A i Gliese 644B formen el que sembla ser una estrella binària visual propera; com que Gliese 644B és un binari espectroscòpic, en realitat es tracta d'un sistema triple. El sistema triple té el company visual més llunyà Gliese 643 i el company visual encara més llunyà Gliese 644C, que, a causa del seu moviment comú amb Gliese 644AB, es creu que estan lligats gravitacionalment al sistema triple. Això forma un sistema quíntuple el diagrama mòbil del qual seria el diagrama del nivell 4 que apareix a (f).;[18]

També són possibles jerarquies superiors. La majoria d'aquestes jerarquies superiors són estables o pateixen pertorbacions internes. Altres consideren que les estrelles múltiples complexes amb el temps es desintegraran teòricament en estrelles múltiples menys complexes, com són possibles triples o quàdruples observats més comuns.

## Trapezis
Els trapezis solen ser sistemes molt joves i inestables. Es creu que es formen en núvols estel·lars i es fragmenten ràpidament en múltiples estrelles estables, que en el procés poden expulsar components com a estrelles galàctiques d'alta velocitat. Reben el nom del sistema estel·lar múltiple conegut com a Cúmul del Trapezi al cor de la Nebulosa d'Orió. Aquests sistemes no són rars i solen aparèixer a prop o dins de nebuloses brillants. Aquestes estrelles no tenen una disposició jeràrquica estàndard, però competeixen per òrbites estables. Aquesta relació s'anomena interacció. Aquestes estrelles finalment s'estableixen en un binari proper amb un company llunyà, amb les altres estrelles anteriors del sistema expulsades a l'espai interestel·lar a altes velocitats. Aquesta dinàmica pot explicar les estrelles fugitives que podrien haver estat expulsades durant una col·lisió de dos grups d'estrelles binàries o un sistema múltiple. A aquest esdeveniment se li atribueix l'expulsió d'AE Aurigae, Mu Columbae i 53 Arietis a més de 200 km·s−1 i s'ha localitzat fins al cúmul de Trapezi a la nebulosa d'Orió fa uns dos milions d'anys.

## Denominacions i nomenclatura

### Designacions d'estrelles múltiples
Els components de múltiples estrelles es poden especificar afegint els sufixos A, B, C, etc., a la designació del sistema. Els sufixos com AB es poden utilitzar per indicar la parella formada per A i B. La seqüència de lletres B, C, etc. es pot assignar per ordre de separació del component A. Als components descoberts a prop d'un component ja conegut se'ls pot assignar sufixos com Aa, Ba, etc.

### Nomenclatura alCatàleg d'estrelles múltiples

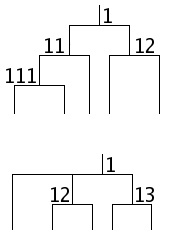
Notació del subsistema al catàleg d'estrelles múltiples de Tokovinin

El Catàleg d'estrelles múltiples d'A. A. Tokovinin utilitza un sistema en què cada subsistema d'un diagrama mòbil està codificat per una seqüència de dígits. En el diagrama mòbil (d) anterior, per exemple, el sistema més ample tindria el número 1, mentre que el subsistema que conté el seu component primari es numeraria amb 11 i el subsistema que conté el seu component secundari es numeraria amb 12. Els subsistemes que apareixeran a continuació això al diagrama mòbil se li donarà números amb tres, quatre o més dígits. Quan es descriu un sistema no jeràrquic amb aquest mètode, s'utilitzarà el mateix número de subsistema més d'una vegada; per exemple, un sistema amb tres components visuals, A, B i C, dos dels quals no es poden agrupar en un subsistema, tindria dos subsistemes numerats 1 que denoten els dos binaris AB i AC. En aquest cas, si B i C es resolguessin posteriorment en binaris, se'ls donaria els números de subsistema 12 i 13.

### Nomenclatura futura de sistemes estel·lars múltiples
La nomenclatura actual d'estrelles dobles i múltiples pot causar confusió, ja que les estrelles binàries descobertes de diferents maneres reben designacions diferents (per exemple, designacions descobridores per a estrelles binàries visuals i designacions d'estrelles variables per a estrelles binàries eclipsants) i, pitjor encara, les lletres dels components poden ser assignats de manera diferent per diferents autors, de manera que, per exemple, la A d'una persona pot ser la C d'una altra. La discussió que va començar el 1999 va donar lloc a quatre esquemes proposats per abordar aquest problema:
- KoMa, un esquema jeràrquic que utilitza lletres majúscules i minúscules i numeració aràbiga i romana;
- El Mètode de designació Urban/Corbin, un esquema numèric jeràrquic similar al sistema de Classificació Decimal de Dewey;[33]
- El Mètode de designació seqüencial, un esquema no jeràrquic en què els components i subsistemes s'assignen números per ordre de descobriment;[34] i
- El Washington Multiplicity Catalog (WMC), un esquema jeràrquic en el qual els sufixos utilitzats al Washington Double Star Catalog s'amplien amb lletres i números amb sufixos addicionals.

Per a un sistema de designació, identificar la jerarquia dins del sistema té l'avantatge que facilita la identificació de subsistemes i el càlcul de les seves propietats. Tanmateix, provoca problemes quan es descobreixen nous components a un nivell superior o intermedi a la jerarquia existent. En aquest cas, part de la jerarquia es desplaçarà cap a dins. Els components que no existeixen, o que posteriorment es reassignen a un subsistema diferent, també causen problemes.
Durant la 24a Assemblea General de la Unió Astronòmica Internacional l'any 2000, l'esquema WMC va ser aprovat i es va resoldre per les Comissions 5, 8, 26, 42 i 45 que s'hauria d'ampliar en un esquema de designació uniforme utilitzable. Més tard es va preparar una mostra d'un catàleg utilitzant l'esquema WMC, que cobria mitja hora d'ascensió recta. El tema es va tornar a discutir a la 25a Assemblea General del 2003, i es va tornar a resoldre per les comissions 5, 8, 26, 42 i 45, així com el Grup de Treball sobre Interferometria, que l'esquema de WMC s'hauria d'ampliar i desenvolupar encara més.
La mostra WMC està organitzada jeràrquicament; la jerarquia utilitzada es basa en períodes o separacions orbitals observats. Com que conté moltes estrelles dobles visuals, que poden ser òptiques més que físiques, aquesta jerarquia pot ser només aparent. Utilitza lletres majúscules (A, B, ...) per al primer nivell de la jerarquia, lletres minúscules (a, b, ...) per al segon nivell i números (1, 2, ...). .) per a la tercera. Els nivells posteriors utilitzarien lletres minúscules i números alterns, però no es va trobar cap exemple d'això a la mostra.

## Exemples

### Binari

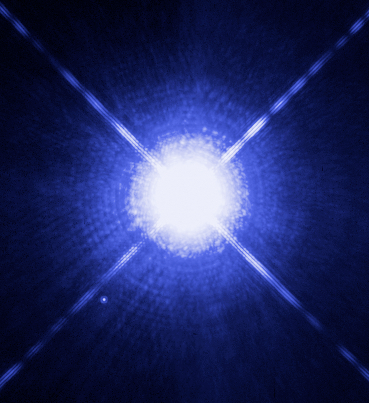
Sirius A (centre), amb la seva nana blanca companya, Sirius B (a baix a l'esquerra) presa pel telescopi espacial Hubble

- Sírius, una binària formada per una estrella de tipus A de la seqüència principal i una nana blanca
- Proció, que és semblant a Sírius
- Mira, una variable formada per una gegant vermella i una nana blanca
- Delta Cephei, una variable cefeida
- Almaaz, una binària eclipsant
- Spica

### Triple
- Alpha Centauri és una estrella triple composta per una nana groga binària principal i una parella de nanes taronges (Rigil Kentaurus i Toliman) i una nana vermella perifèrica (Pròxima Centauri). Junts, Rigil Kentaurus i Toliman formen una estrella binària física, designada com Alpha Centauri AB, α Cen AB o RHD 1 AB, on AB indica que aquest és un sistema binari.[39] L'òrbita moderadament excèntrica del binari pot fer que els components estiguin tan a prop com 11 UA o tan lluny com 36 ua. Pròxima Centauri, també (encara que amb menys freqüència) anomenada Alpha Centauri C, és molt més lluny (entre 4300 i 13.000 ua) de α Cen AB, i orbita el parell central amb un període de 547.000 (+66.000/-40.000) anys.[40]
- Polaris o Alpha Ursae Minoris (α UMi), l'estrella polar, és un sistema estel·lar triple en el qual l'estrella companya més propera és extremadament a prop de l'estrella principal, tan a prop que només es coneixia pel seu tir gravitatori a Polaris A (α UMi A) fins que va ser observat amb el telescopi espacial Hubble el 2006.
- Gliese 667 és un sistema estel·lar triple amb dues estrelles de la seqüència principal de tipus K i una nana vermella. La nana vermella, C, acull entre dos i set planetes, dels quals un, Cc, juntament amb els no confirmats Cf i Ce, són potencialment habitables.
- HD 188753 és un sistema estel·lar triple situat a aproximadament 149 anys llum de la Terra a la constel·lació del Cigne. El sistema està compost per HD 188753A, una nana groga; HD 188753B, una nana taronja; i HD 188753C, una nana vermella. B i C giren entre si cada 156 dies i, com a grup, orbiten A cada 25,7 anys.[41]
- Fomalhaut (α PsA, α Piscis Austrini) és un sistema estel·lar triple a la constel·lació de Piscis Austrinus. Es va descobrir que era un sistema triple l'any 2013, quan es va confirmar que l'estrella fulgurant tipus K TW Piscis Austrini i la nana vermella LP 876-10 comparteixen el moviment adequat a través de l'espai. El primari té un disc de pols massiu similar al del Sistema Solar primerenc, però molt més massiu. També conté un gegant gasós, Fomalhaut b. Aquell mateix any, també es va confirmar que l'estrella terciària LP 876-10 contenia un disc de pols.
- HD 181068 és un sistema triple únic, format per una gegant vermella i dues estrelles de la seqüència principal. Les òrbites de les estrelles estan orientades de manera que les tres estrelles s'eclipsen.

### Quàdruple

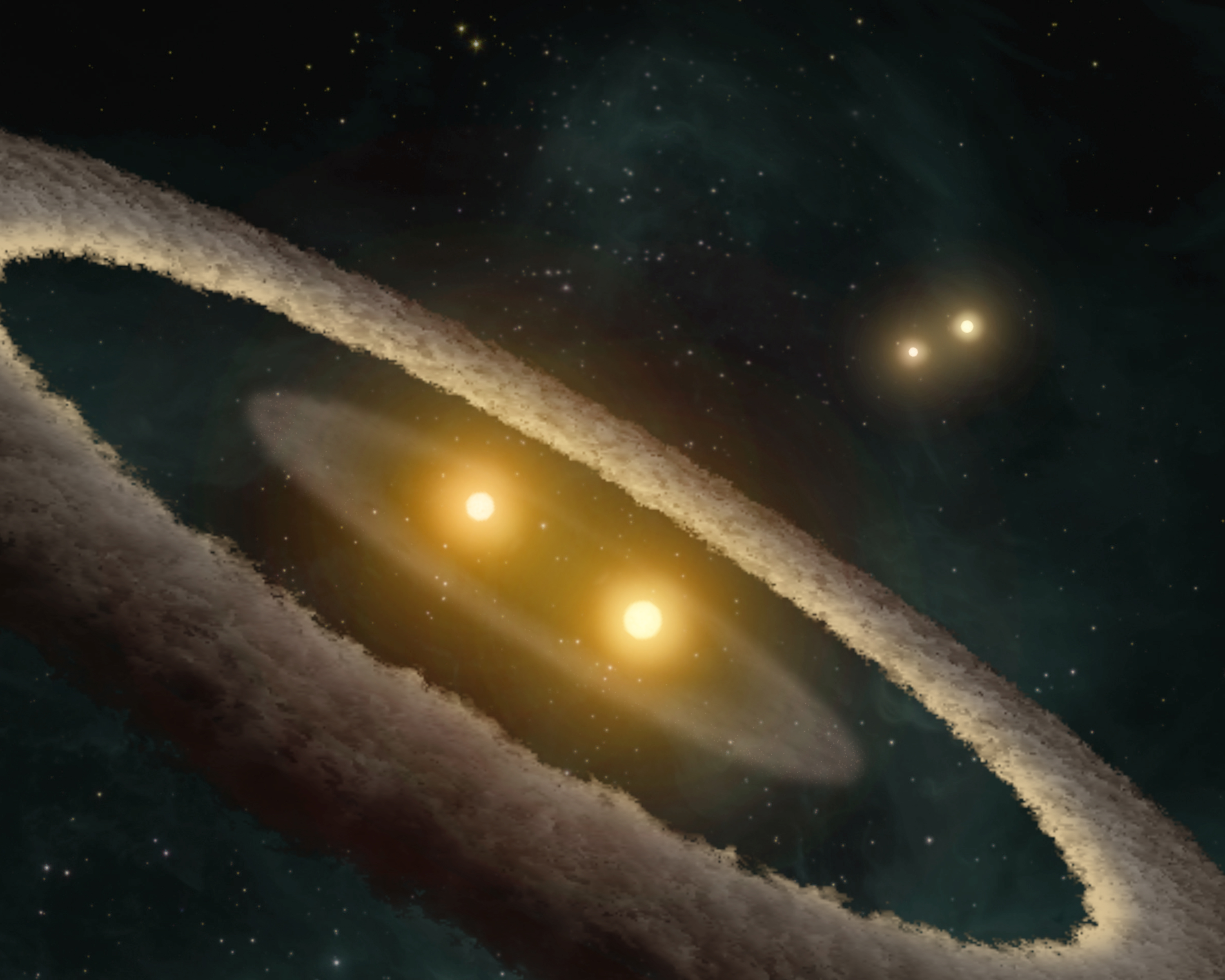
HD 98800 és un sistema d'estrelles quàdruple situat a l'associació TW Hydrae

- Capella, un parell d'estrelles gegants orbitades per un parell de nanes vermelles, a uns 42 anys llum de distància del Sistema Solar. Té una magnitud aparent d'uns 0,08, fent de Capella una de les estrelles més brillants del cel nocturn.
- 4 Centauri[42]
- Sovint es diu que Mizar va ser la primera estrella binària descoberta quan va ser observada el 1650 per Giovanni Battista Riccioli,[43][44] però probablement va ser observat abans, per Benedetto Castelli i Galileu. Més tard, l'espectroscòpia dels seus components Mizar A i B va revelar que totes dues són estrelles binàries.[45]
- HD 98800
- El sistema PH1 té el planeta PH1 b (descobert l'any 2012 pel grup Planet Hunters, una part del Zooniverse) orbitant dues de les quatre estrelles, el que el converteix en el primer planeta conegut que es troba en un sistema estel·lar quàdruple.[46]
- KOI-2626 és el primer sistema estel·lar quàdruple amb un planeta de la mida de la Terra.[47]
- Xi Tauri (ξ Tau, ξ Tauri), situada a uns 222 anys llum de distància, és una estrella quàdruple espectroscòpica i eclipsant que consta de tres estrelles de la seqüència principal de tipus B de color blau-blanc, juntament amb una estrella de tipus F. Dues de les estrelles estan en una òrbita propera i giren una al voltant de l'altra una vegada cada 7,15 dies. Aquests, al seu torn, orbiten la tercera estrella una vegada cada 145 dies. La quarta estrella orbita les altres tres estrelles aproximadament cada cinquanta anys.[48]

### Quíntuple
- Dabih
- Mintaka
- HD 155448[49]
- KIC 4150611[50]
- 1SWASP J093010.78+533859.5[51]

### Sèxtuple
- Beta Tucanae[52]
- Càstor[53]
- HD 139691[54]
- TYC 7037-89-1[55]
- Si Alcor es considera part del sistema Mizar, el sistema es pot considerar un sextuple

### Sèptuple
- Jabbah[56]
- AR Cassiopeiae[57]
- V871 Centauri[58]

### Òctuple
- Gamma Cassiopeiae[59]

### Nònuple
- QZ Carinae[60]